# Uso da língua
O uso da língua são as maneiras pelas quais suas variações escritas e faladas são rotineiramente empregadas por seus falantes; isto é, refere-se aos "hábitos coletivos dos falantes nativos de uma língua", em oposição aos modelos idealizados de como uma língua funciona ou (deveria funcionar) abstratamente. Por exemplo, H. W. Fowler caracterizou o uso como "a maneira pela qual uma palavra ou sentença é usada adequadamente" e como "pontos de gramática, sintaxe, estilo e escolha de formas linguísticas". No uso diário, a língua é usada de forma diferente, dependendo da situação e do indivíduo. Os usuários individuais da língua podem moldar as estruturas e o uso da língua com base em sua comunidade.
Na tradição descritiva da análise da linguagem, em contraste, "correto" tende a significar funcionalmente adequado para os propósitos do falante ou escritor que a utiliza, e adequadamente idiomático para ser aceito pelo ouvinte ou leitor; o uso também é, contudo, uma preocupação para a tradição prescritiva, para a qual a "correção" é uma questão de estilo arbitrário. O uso comum pode ser usado como um dos critérios para estabelecer normas prescritivas para o uso da linguagem padrão codificada.
Os usuários diários da língua, incluindo editores e escritores, consultam dicionários, guias de estilo, guias de uso e outros trabalhos oficiais publicados para ajudar a informar suas decisões linguísticas. Isso ocorre devido à percepção de que a língua padrão é determinado pelas autoridades linguísticas. Para muitos usuários de línguas, o dicionário é a fonte do uso correto, no que diz respeito ao vocabulário e à ortografia precisos. Os dicionários modernos geralmente não são prescritivos, mas muitas vezes incluem "notas de uso" que podem descrever palavras como "formais", "informais", "gírias" e assim por diante.

## História
Segundo Jeremy Butterfield, "a primeira pessoa que conhecemos que fez o uso referir-se à linguagem foi Daniel Defoe, no final do século XVII". Defoe propôs a criação de uma sociedade linguística de 36 indivíduos que estabeleceria regras linguísticas prescritivas para os aproximadamente seis milhões de falantes de inglês.
O equivalente latino usus foi um termo crucial na pesquisa dos linguistas dinamarqueses Otto Jespersen e Louis Hjelmslev. Eles usaram o termo para designar o uso que tem aceitação generalizada ou significativa entre os falantes de uma língua, independentemente de sua conformidade com as normas linguísticas padrão sancionadas.